# San Frediano in Cestello
San Frediano in Cestello je katolický kostel v Florencii, ve čtvrti Oltrarno.

## Historie
Název cestello je odvozen od cisterciáků, kteří budovu převzali roku 1628. Původní kostel z 15. století patřil ke karmelitánskému klášteru Santa Maria degli Angeli. V letech 1680-1689 byl kostel přestavěn dle návrhu Silvianiho a Ceruttiho. Impozantní kupole a zvonice byly dostavěny roku 1689 Ferritim.
V klášteře žila a zemřela Maria Maddalena de' Pazzi (1566–1607), původem z florentské šlechtické rodiny. Byla kanonizována roku 1662 a její tělo bylo přeneseno do florentského kostela, který je jí zasvěcen.

## Výzdoba

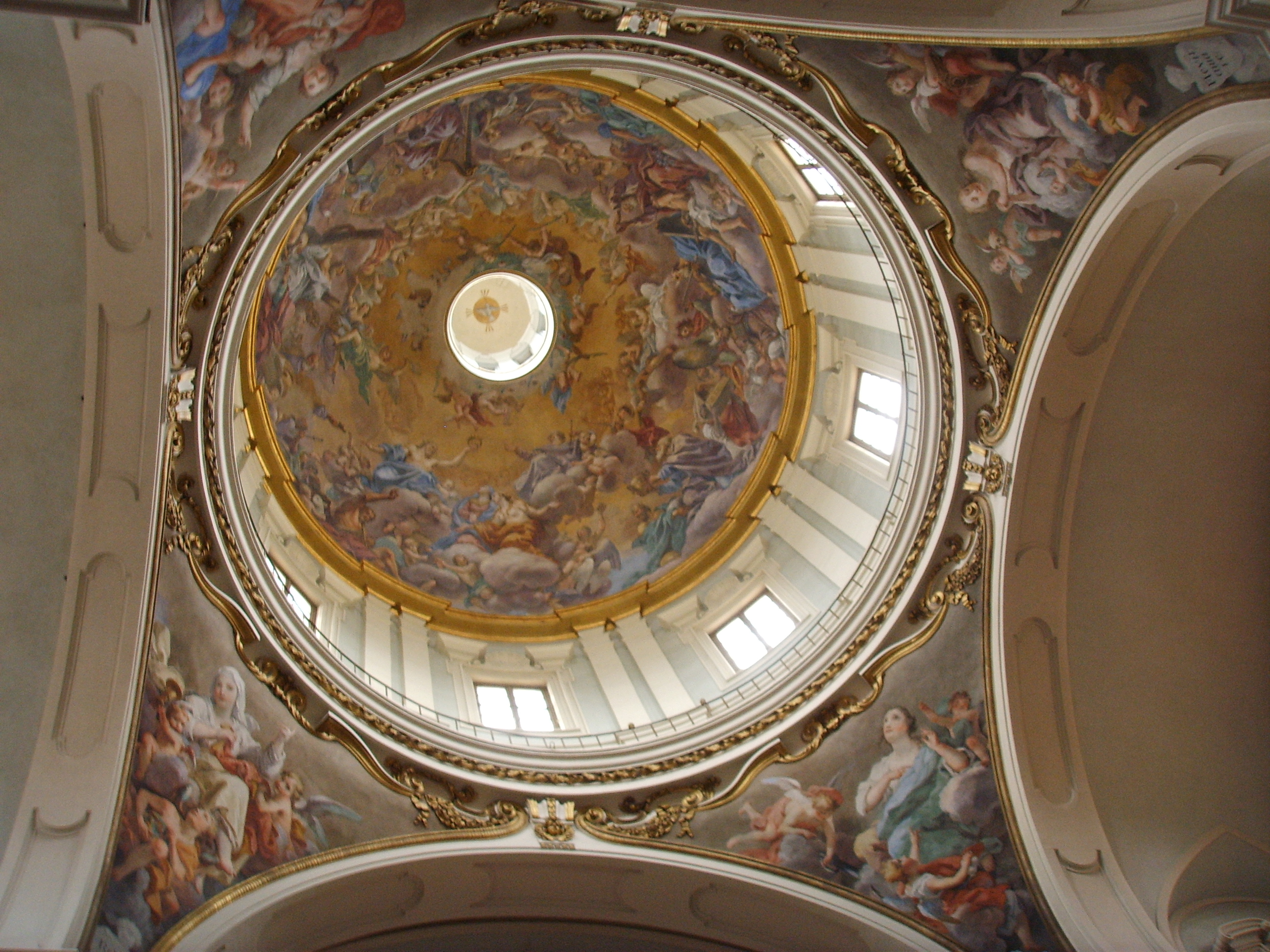
Kupole kostela.

Interiér je zdoben freskami od Gabbianiho. V klášteře je socha Sv. Marie Maddaleny de' Pazzi (1726) od Montatiho a Sv. Bernarda z Clairvaux porážejícího ďábla (1702) od Piamontiho (1702).
V refektáři je umístěna Poslední večeře a malby od Poccetiho. V transeptu je Madona se svatými od Curradiho a malby Ukřižování a Umučení sv. Vavřince od Jacopa del Sellaio. V třetí kapli nalevo je polychromovaná dřevěná socha Madona s dítětem (1350) a fresky Scény ze života zakladatele cisterciáckého řádu (1688–1689) od Piera Dandiniho.